# Boppeus viettei
Boppeus viettei är en skalbaggsart som beskrevs av Jean François Villiers 1982. Boppeus viettei ingår i släktet Boppeus och familjen långhorningar.
Artens utbredningsområde är Madagaskar. Inga underarter finns listade.